# 황재훈
황재훈(1990년 11월 25일 ~ )은 대한민국의 축구 선수이며 포지션은 풀백및 미드필더이다. 현재 K리그2 충북 청주 FC에서 활약하고 있다. 황병인이라는 이름에서 2013년 9월 현재의 이름으로 개명했다.

## 클럽 경력
진주고등학교를 거쳐 2009 K리그 드래프트를 통해 경남 FC에 입단하였다. 데뷔를 앞두고 훈련 중 정강이 골절 부상으로 재활하면서 장기 결장하게 됐다. 2010 시즌까지 정규리그는 출전하지 못하고 2군리그에만 나갔다. 2011년엔 병역 의무 이행을 위해 상주 상무에 입단해, 정규리그 5경기를 뛰고 2군 리그 대다수 경기에 출전했다. 병역을 마치고 경남으로 복귀했지만 2013 시즌을 앞두고 해외전지훈련에서 햄스트링 부상으로 다시 장기 결장하다 2014년 K리그 챌린지의 충주 험멜로 임대를 갔다.
2015 시즌에는 수원 FC로 이적하면서 본래 수비형 미드필더 자리에서 풀백으로 전향했다. 프로데뷔 후 처음으로 한해 리그 13게임을 교체없이 풀게임 뛰면서 풀백으로 가능성을 인정받았다. 오른발 잡이지만 왼발도 잘 써 주로 왼쪽 풀백에 서면서 가끔 오른쪽에도 기용되고 있다. 수원 FC가 클래식으로 승격한 승강 플레이오프에도 2경기 모두 출전하여 풀백으로서의 능력을 보여주며, 팀의 승격에 기여하였다
2016시즌에도 팀의 승격에 기여한 공로를 인정받아 재계약했다. 2016년 5둴 7일 제주 유나이티드와의 경기에서 후반 9분 자신의 K리그 클래식 데뷔골을 기록했다. 그해 풀타임으로 22경기 뛰면서 1골을 기록했다.
2017시즌에는 좌우측 풀백으로 24경기 출장해 2골을 넣는 등 맹활약을 했다. 주간 BEST 11에도 3번 올라 실력이 일취월장해 졌다는 평가를 받았다.
2018시즌을 앞두고 K리그2의 대전 시티즌으로 이적했다. 2018년 7월 14일 열린 아산 무궁화와의 경기에서 대전 입단 후 첫 골을 기록했다.
2021시즌을 앞두고 K3리그의 창원시청 축구단으로 이적했다.